# خرفه باتلاقی (سرده)
خرفه باتلاقی، خرفه آبی (نام علمی: Ludwigia) نام یک سرده از تیره گل‌مغربیان است.